# Heaven on Earth (canción de Planetshakers)
"Heaven on Earth" es una canción de la banda de adoración contemporánea australiana Planetshakers. Fue lanzado el 12 de octubre de 2018 como el sencillo principal de su álbum en vivo, Heaven on Earth (2018). La canción fue escrita por Joth Hunt, Samantha Evans y Andy Harrison. Apareció en el EP Heaven on Earth, Parte 3.

## De fondo
"Heaven on Earth", producido por Bryan Fowler (TobyMac, Chris Tomlin) y Micah Kuiper, se lanzó el 12 de octubre de 2018 en plataformas minoristas digitales y de transmisión y se agregó en AC y radio CHR. Después de agregar la canción a la radio, se convirtió en la canción número uno más agregada de Billboard's en las listas de radio de USA Hot AC / CHR durante dos semanas consecutivas.

## Video musical
El video musical oficial de la canción fue lanzado el 18 de octubre de 2018 y ha obtenido más de 658 mil visitas hasta enero de 2021.

## Charts
| Chart (2019)                     | Peak position |
| -------------------------------- | ------------- |
| US Christian Airplay (Billboard) | 41            |

### Año-gráficos de fin
| Gráfico (2019)                          | Posición |
| --------------------------------------- | -------- |
| EE. UU. Hot Christian Songs (Billboard) | 45       |

## Historia de lanzamiento
| Región         | Fecha                 | Formato         | Sello                                                    | Ref.   |
| -------------- | --------------------- | --------------- | -------------------------------------------------------- | ------ |
| Estados Unidos | 23 de octubre de 2018 | Radio cristiana | - Planetshakers Ministries International - Venture3Media | [ 11 ] |